# Клдиашвили, Серго Давидович
Серго Давидович Клдиашвили (груз. სერგო დავითის ძე კლდიაშვილი, 6 октября 1893, Зеда-Симонети, Кутаисская губерния, Российская империя — 14 октября 1986, Тбилиси) — грузинский советский писатель.

## Биография
Родился 6 (18) октября 1893 года в селе Зеда-Симонети Кутаисской губернии (Имеретия) в семье писателя Давида Клдиашвили. Среднее образование получил в Кутаисской гимназии.

На церемонии переноса праха Бараташвили из пантеона Дидубе в пантеон Мтацминда. Справа-налево, стоят — Георгий Леонидзе, Константин Гамсахурдиа, Александр Кутатели, Владимир Глонти, Дмитрий Бенашвили, Ило Мосашвили, Павел Ингороква, Гиго Хечуашвили, Шалва Дадиани, Григол Цецхладзе, Алио Мирцхулава, Сумбаташвили (племянник Бараташвили, сын сестры Н. Бараташвили — Софии), Е. Леонидзе (жена Г. Леонидзе), Серго Клдиашвили, Платон Кешелава. Сидят Ираклий Абашидзе и Ражден Гветадзе (слева). 1938 год.

В 1917 году окончил юридический факультет Московского университета и вернулся в Грузию. Вступил в литературную группу грузинских символистов «Голубые роги».
Автор повести «Луна провинции», романа «Пепел» (1932, русский перевод 1934), романа «Тихая обитель» (1958), пьесы «Поколение героев» (1937), «Оленье ущелье» (1944), «Возвращение» (1952), цикла «Сванские новеллы» (1935), киносценарий «В трясине» (1927, в соавт с Н. Шенгелая).
В 1945 году написал биографию отца.
Скончался в 14 октября 1986 года. Похоронен в Дидубийском пантеоне в Тбилиси.

## Награды
- орден Трудового Красного Знамени (1946)
- 2 ордена «Знак Почёта» (31.01.1939; 23.05.1974)
- медали